# János Farkas
János Farkas (Budapest, 27 de març de 1942 - Budapest, 29 de setembre de 1989) fou un futbolista hongarès de la dècada de 1960.
La seva carrera la passà quasi completament al Vasas SC. Fou 33 cops internacional amb la selecció d'Hongria, amb la qual disputà la Copa del Món de futbol de 1962, l'Eurocopa de 1964 i la Copa del Món de futbol de 1966. També guanyà la medalla d'or als Jocs Olímpics de 1964.